# Bognor Regis
Bognor Regis es una ciudad balneario y parroquia civil en el distrito de Arun, condado de West Sussex, en la costa sur de Inglaterra. Se encuentra  55,5 millas (89 km) al suroeste de Londres, 24 millas (39 km) al oeste de Brighton y 6 millas (10 km) al sureste de la ciudad de Chichester. Otras ciudades cercanas son Littlehampton, al estenordeste, y Selsey, hacia el suroeste. Las localidades cercanas de Felpham, patria chica del poeta William Blake, y Aldwick, son ahora suburbios de Bognor Regis, junto con los de North Bersted y South Bersted.

## Origen del nombre
Bognor es uno de los más antiguos topónimos anglosajones en Sussex. En un documento del año 680 se le conoce como Bucgan ora significando "La orilla de Bucge" (un nombre anglosajón de mujer), o lugar de amaraje.